# 2013年中国大陆矿难列表
本条目旨在列举发生在2013年中国大陆的较重大矿难。据中国大陆官方统计，2013年中国大陆共有1067人死于煤矿矿难。

## 1月
- 1月7日，山西阳煤集团下属寺家庄煤矿井下发生局部瓦斯事故，造成7人死亡。[2]
- 1月12日，辽宁省阜新矿业集团五龙煤矿发生一起矿震，造成8人死亡。[3]
- 1月18日，贵州盘江集团金佳煤矿一采区发生煤与瓦斯突出事故，造成13人死亡。[4]
- 1月29日，黑龙江东宁县永盛煤矿一氧化碳中毒事件，导致12人死亡。[5]

## 2月
- 2月27日，江西宜春、萍乡两市交界地带一非法煤矿发生一起瓦斯爆炸事故，造成8人死亡，3人受伤。[6]
- 2月28日，河北张家口市怀来县冀中能源张矿集团艾家沟煤矿发生井下压风机着火事故，导致11人死亡、2人失踪。[7]

## 3月
- 3月1日，云南昭通镇雄木卓镇凉水沟煤矿发生瓦斯爆炸，共造成8人死亡。[8]
- 3月12日，贵州省六盘水马场煤矿发生煤与瓦斯突出事故，造成25人死亡。[9][10]
- 3月21日，重庆北碚罗湾煤矿矿难，共造成5人死亡。[11]
- 3月29日，吉林白山市江源区通化矿业（集团）有限责任公司八宝煤矿瓦斯事故，造成28名矿工遇难、13人不同程度受伤。[12][13]

## 4月
- 4月1日，吉林白山市江源区通化矿业（集团）有限责任公司八宝煤矿再次发生瓦斯爆炸，造成6人死亡、11人失踪。[12][13]
- 4月5日，贵州瓮安运达煤矿发生透水事故，造成至少5人死亡。[14][15]
- 4月12日，贵州金沙县石板坡煤矿瓦斯爆炸，造成7人死亡。[16]
- 4月14日，湖南永兴县香梅乡高堰煤矿发生一起煤与瓦斯突出事故，造成7人死亡。[17][18]
- 4月20日，吉林延边州和龙市庆兴煤矿发生瓦斯爆炸事故，造成18人死亡、12人受伤，直接经济损失1633.5万元。[19]

## 5月
- 5月10日，贵州平坝县大山煤矿发生瓦斯爆炸，造成造成12人死亡、2人受伤。[20]
- 5月11日，四川省泸州市泸县富集镇桃子沟煤矿发生瓦斯爆炸事故，事故导致28人遇难，18人受伤。[21][22]
- 5月24日，山东章丘埠村办事处发生涉嫌盗采煤炭资源事故，造成9人死亡、1人失踪。[23]

## 6月
- 6月2日，湖南邵东县周官桥乡司马冲煤矿发生瓦斯爆炸，造成10人死亡。[24]
- 6月5日，山西离柳焦煤集团鑫瑞煤业技改矿发生一起突发事故，造成6人死亡、2人受伤。[25]

## 7月
- 7月2日，云南富源县欣欣煤矿发生一起山体滑坡事故，造成6人遇难4人受伤。[26]
- 7月9日，山西潞安集团潞阳公司坑口洗煤厂建设工地发生一起由暴雨引起的板房坍塌事故，约20人被埋、12人死亡。[27]
- 7月23日，四川芙蓉集团宜宾杉木树矿业公司发生一起较大瓦斯爆炸事故，造成7名矿山救护队员死亡，直接经济损失1046万元。[28]
- 7月23日，陕西澄城县尧头镇三眼桥附近的澄城县硫磺矿发生井下火灾事故，造成10人死亡。[29]
- 7月31日，山西阳泉市平定古州伟峰煤业有限公司基建矿井井下发生透水事故，造成5人死亡。[30]

## 8月
- 8月5日，云南昭通市昭阳区北闸镇箐门村一煤矿发生瓦斯爆炸，造成8人死亡。[31][32]

## 9月
- 9月4日，贵州安顺市西秀区蔡官镇杨柳田煤矿发生一起地面触电事故，造成5人死亡、3人受伤。[33]
- 9月28日，山西焦煤汾西矿业正升煤矿透水事故，造成10人死亡。[34]
- 9月30日，江西丰城矿务局曲江煤矿西二采区发生煤与瓦斯突出事故，造成11人死亡。[35]

## 10月
- 10月11日，贵州惠水煤矿透水事故，造成7人死亡。[36]

## 11月
- 11月2日，贵州金沙黄水坝煤矿事故，造成7人死亡。[37]

## 12月
- 12月5日，江西丰城市白土镇合兴煤矿发生瓦斯爆炸，造成6死3伤。[38]
- 12月13日，新疆呼图壁县白杨沟煤矿瓦斯爆炸事故，造成21人死亡。[39]
- 12月21日，贵州普安县楼下镇宏兴煤矿发生矿难，造成6人死亡、1人受伤。[40][41]
- 12月21日，湖北宜化下属煤矿发生瓦斯爆炸事故，造成6人死亡、1人受伤。[42]
- 12月22日，河南巩义市大峪沟煤业集团炭煤矿东翼采煤队发生透水事故，造成7人死亡、9人受伤，事故遭瞒报，死者被悄悄火化。[43][44]